# العلاقات الغابونية الليتوانية
العلاقات الغابونية الليتوانية هي العلاقات الثنائية التي تجمع بين الغابون وليتوانيا.

## مقارنة بين البلدين
هذه مقارنة عامة ومرجعية للدولتين:
| وجه المقارنة                                              | الغابون                        | ليتوانيا                                                    |
| --------------------------------------------------------- | ------------------------------ | ----------------------------------------------------------- |
| المساحة (كم2)                                             | 267.67 ألف                     | 65.30 ألف                                                   |
| عدد السكان (نسمة)                                         | 2.03 مليون                     | 2.79 مليون                                                  |
| الكثافة السكانية (ن./كم²)                                 | 7.58                           | 42.73                                                       |
| العاصمة                                                   | ليبرفيل                        | فيلنيوس، كاوناس                                             |
| اللغة الرسمية                                             | لغة فرنسية                     | اللغة الليتوانية                                            |
| العملة                                                    | فرنك وسط أفريقي                | ليتاس ليتواني، يورو                                         |
| الناتج المحلي الإجمالي (بليون دولار)                      | 14.62 مليار                    | 47.17 مليار                                                 |
| الناتج المحلي الإجمالي (تعادل القوة الشرائية) بليون دولار | 34.65 مليار                    | 84.06 مليار                                                 |
| الناتج المحلي الإجمالي الاسمي للفرد دولار أمريكي          | 8.27 ألف                       | 14.15 ألف                                                   |
| الناتج المحلي الإجمالي للفرد دولار أمريكي                 | 19.43 ألف                      | 27.69 ألف                                                   |
| مؤشر التنمية البشرية                                      | 0.684                          | 0.839                                                       |
| رمز المكالمات الدولي                                      | +241                           | +370                                                        |
| رمز الإنترنت                                              | .ga                            | .lt                                                         |
| المنطقة الزمنية                                           | ت ع م+01:00، توقيت غرب أفريقيا | ت ع م+02:00، ت ع م+03:00، أوروبا/فيلنيوس ‏، توقيت شرق أوروبا |

## منظمات دولية مشتركة
يشترك البلدان في عضوية مجموعة من المنظمات الدولية، منها:
| علم المنظمة | اسم المنظمة                               | تاريخ انضمام الغابون | تاريخ انضمام ليتوانيا |
| ----------- | ----------------------------------------- | -------------------- | --------------------- |
|             | يونسكو                                    | 16 نوفمبر 1960       | 7 أكتوبر 1991         |
|             | مؤسسة التمويل الدولية                     | 20 أكتوبر 1970       | 15 يناير 1993         |
|             | المركز الدولي لتسوية المنازعات الاستشارية | 14 أكتوبر 1966       | 5 أغسطس 1992          |
|             | منظمة حظر الأسلحة الكيميائية              | ?                    | ?                     |
|             | مؤسسة التنمية الدولية                     | 4 نوفمبر 1963        | 23 سبتمبر 2011        |
|             | منظمة التجارة العالمية                    | ?                    | ?                     |
|             | وكالة ضمان الاستثمار متعدد الأطراف        | 26 مارس 2003         | 8 يونيو 1993          |
|             | الاتحاد البريدي العالمي                   | ?                    | ?                     |
|             | الاتحاد الدولي للاتصالات                  | 28 ديسمبر 1960       | 1 يوليو 1923          |
|             | منظمة الشرطة الجنائية الدولية             | ?                    | ?                     |
|             | الأمم المتحدة                             | 20 سبتمبر 1960       | 17 سبتمبر 1991        |
|             | البنك الدولي للإنشاء والتعمير             | 10 سبتمبر 1963       | 6 يوليو 1992          |

## وصلات خارجية
- موقع وزارة الخارجية الليتوانية